# Христо Пройков
Христо Пройков (болг. Христо Пройков; нар. 11 березня 1946, Софія, Болгарія) — болгарський релігійний діяч, католицький єпископ. Глава Болгарської греко-католицької церкви, екзарх Софії, титулярний єпископ Бріули, у 2019—2024 роках — єпископ єпархії святого Івана ХХІІІ для вірних візантійського обряду в Болгарії.

## Життєпис
23 травня 1971 висвячений на священика єпископом Методієм Стратієвим у Софії (Болгарія).
У 1980—1982 роках навчався в Папському східному інституті в Римі, де вивчав канонічне право. З 1982 року був парафіяльним священиком у кафедральному соборі Успіння Богородиці в Софії.
З 18 грудня 1993 року — коад'ютор апостольського екзарха Софії. 18 грудня 1993 року призначений на титулярного єпископа Бріули, а 6 січня 1994 року в соборі Святого Петра у Ватикані папою Іваном Павлом II рукоположений на єпископа.
З 5 вересня 1995 року — апостольський екзарх Софії, глава Болгарської греко-католицької церкви. З 1995 року — голова Конференції католицьких єпископів Болгарії і голова її комітетів: для духовенства, католицької освіти і покликань, для пастирської опіки мігрантів і паломників, для пасторської опіки у сфері охорони здоров'я.
15 травня 2009 року папа Бенедикт XVI призначив його радником Конгрегації Східних Церков.
11 жовтня 2019 року Папа Франциск підняв Апостольський екзархат до єпархії Івана ХХІІІ в Софії, а єпископ Христо Пройков отримав титул єпископа Софійського.

## Нагороди
- Великий хрест ордена pro Merito Melitensi (Мальтійський орден, 2007)